# Non-libidoïsme
Non-libidoïsme is het in het geheel ontbreken van een libido. Dit staat los van seksuele oriëntatie. De term non-libidoïsme wordt vaak onterecht gebruikt als synoniem voor aseksualiteit, maar er is wel degelijk verschil. Zo heeft een non-libidoïst helemaal geen seksuele gevoelens, maar een aseksueel persoon kan deze wel hebben, en liever zelf willen bevredigen.